# 集美大桥南站
集美大桥南站位于厦门市湖里区高崎南八路(环机场北路)，为厦门快速公交一、二号线的地面侧式车站，于2008年9月1日启用。车站以红色作为布置的主要色彩。车站共有两个出入口。

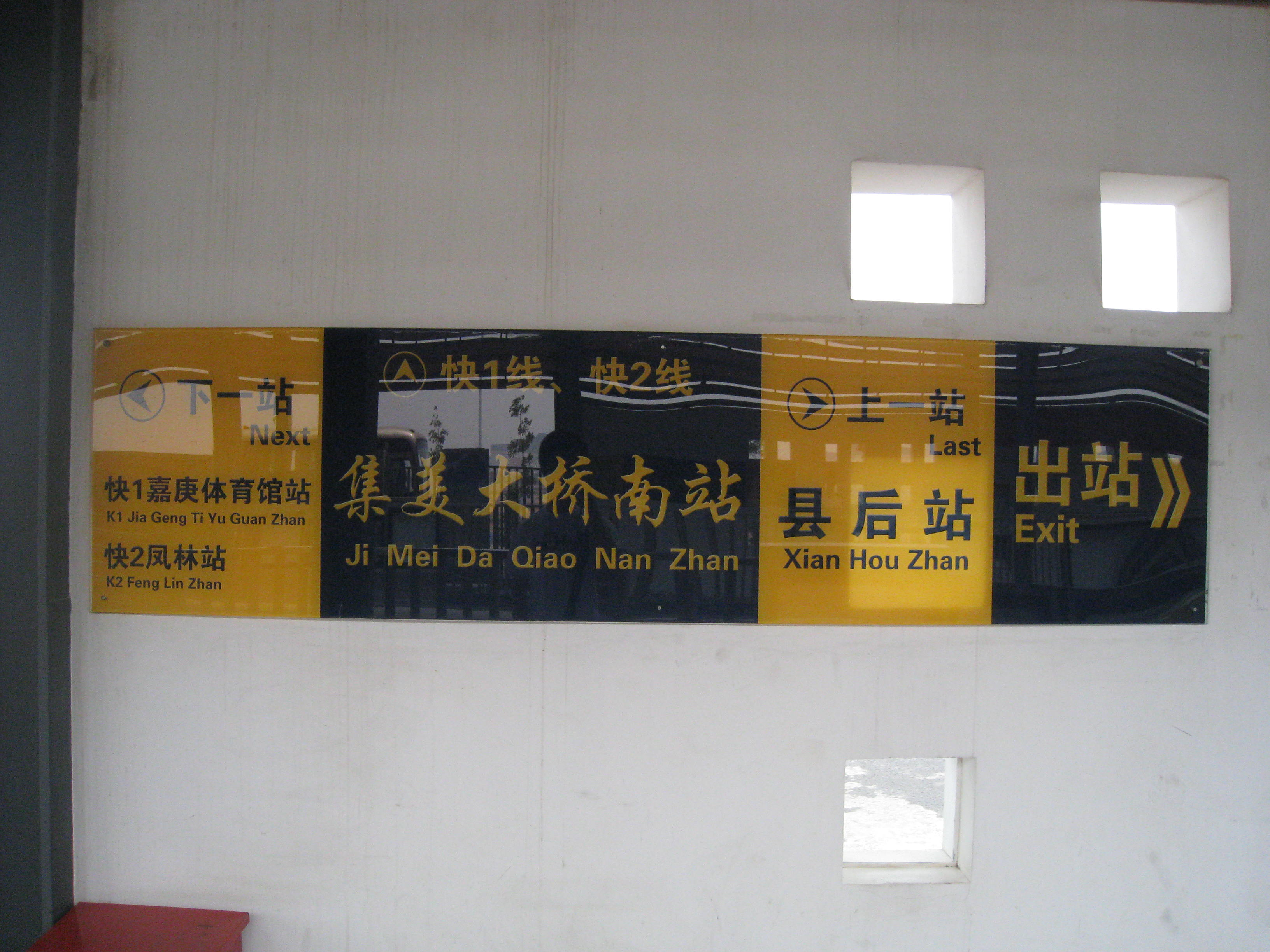
集美大桥南站

## 链接线
集美大桥南站的连接线为“L20”，起始点均为集美大桥南站。

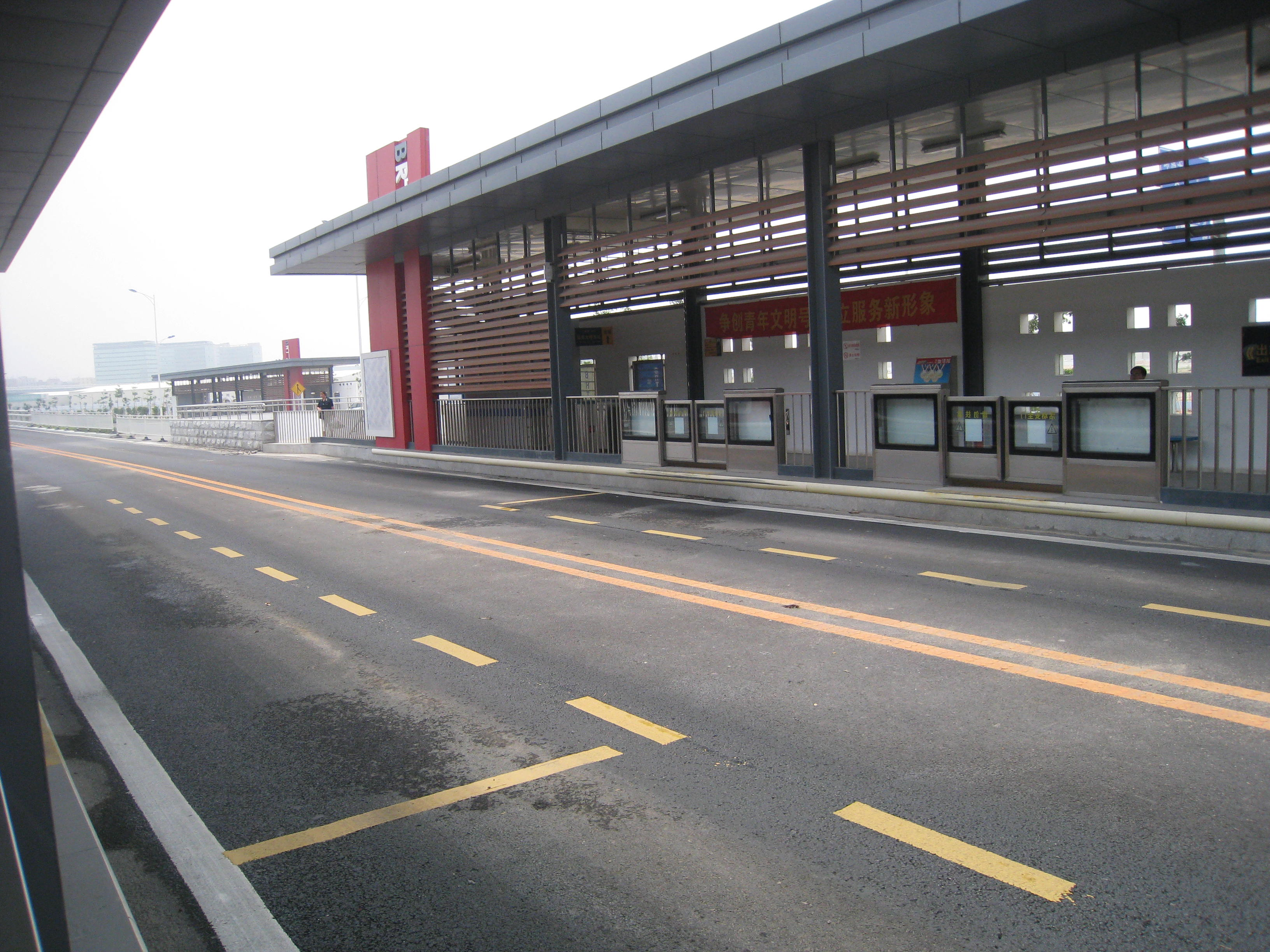
集美大桥南站台

### L20 集美大桥南站BRT链接线
BRT机场站的L20链接线因机场国际候机楼（三期）未建，且机场内部路网尚未完善暂不开通。如果条件成熟后，即予开通连接线。
　